# Pallenopsis brevidigitata
Pallenopsis brevidigitata är en havsspindelart som beskrevs av Möbius, K. 1902. Pallenopsis brevidigitata ingår i släktet Pallenopsis och familjen Phoxichilidiidae. Inga underarter finns listade i Catalogue of Life.